# 舊別茲拉季奇
50°9′31″N 30°34′2″E / 50.15861°N 30.56722°E
舊貝茲拉迪奇（烏克蘭語：Старі Безрадичі）是位於烏克蘭北部的村莊，由基辅州奧布希夫區的科津市鎮負責管轄。該村面積1.1平方公里，海拔高度130米，2001年人口120，人口密度每平方公里109.1人。